# Waldorfska pedagogija
Waldorfska pedagogija je sustav obrazovanja i odgoja temeljen na antropozofskim načelima. Nastavni plan i program odvija se po uputama Rudolfa Steinera.

## Glavna načela
Ova pedagogija zauzima posve drugačije stajalište od klasične pedagogije, čije se metode primjenjuju u državnim vrtićima i školama. Glavni cilj ove pedagoške metode je težnja za usklađivanjem djetetovog „duhovnog i zemaljskog dijela“, kroz mnogo veću slobodu u odgoju. Njemu se pristupa kao pojedincu čiji se razum, emocije, i htijenje nastoje oplemeniti i razviti kao cjelovito biće.
Stečeno znanje se ne provjerava pismenim i usmenim ispitivanjem i ne vrednuje se brojčanim ocjenjivanjem, već waldorfski učitelj djecu ocjenjuje pismeno, na kraju svake školske godine. U ovoj školi nema ni ponavljanja razreda. Odgoj i nastava se ne razlažu na teoriju i praksu, zbog čega nema odvojenog učenja zasebnih predmeta, već se nastava odvija po takozvanim „epohama“: jedan predmet ili tema se obrađuju dvaput godišnje, u trajanju od tri do četiri tjedna.
U waldorfskoj školi jedan učitelj prati djecu svih osam godina školovanja, koje je ukupno podijeljeno u 12 razreda. Ovo školstvo objedinjuje osnovnu i srednju školu zajedno. Ostale četiri godine pohađa se predmetna nastava. Učenici koji žele maturirati pohađaju poseban trinaesti razred, koji je priprema za državnu maturu van waldorfske škole.
Posebna pozornost posvećuje se godišnjim dobima i obilježavanju kršćanskih blagdana, napose Uskrsa, Božića, dana svetog Mihovila, rođenja Ivana Krstitelja, i spomendana svetog Martina. Religija prožima svakodnevan waldorfski odgoj. Nastoji se postići uživljavanje djece u vjerske predodžbe,  neovisno o njihovim osobnim vjeroispovjestima. Nastava vjeronauka se organizira u skladu s religijskom pripadnošću pojedinih učenika.
Rudolf Steiner je zahtijevao i posebno oblikovanje prostora u kojem borave djeca i učenici. Zidovi waldorfskog vrtića primjerice obojani su bojom breskvinog cvijeta. Prostorije viših razreda također imaju svoje boje.
Izvođenjem specifičnih slikarskih i kiparskih vježbi razvija se kreativnost, čime se pokušava uspostaviti cjelovit razvoj osobe kao duševno duhovnog bića. Izvorne antropozofske vježbe imaju za cilj i poticanje zdravlja u ljudskom organizmu. Po znanstvenom ispitivanju, antropozofski obrazovana djeca obolijevaju 20%  manje od alergija, od učenika ostalih obrazovnih ustanova.
Svi uporabni predmeti moraju biti od prirodnog drveta, kreativno oblikovanog. Traži se i uređenje arhitekture kroz zaobljene linije i nepravilne, pokretne plohe.
Učenici waldorfskih ustanova stječu znanje kroz praktičnu primjenu teorijskog sadržaja. Odgajaju se živjeti u skladu s ritmom prirode, i svemira, usklađujući svoje dnevne zadatke s ritmičnim mjenama u prirodi i u ljudskom tijelu. Učenici izvode i 
euritmijske vježbe.
Iako učenici ne uče antropozofiju kao predmet, njeno proučavanje se savjetuje onima koji rade s djecom u školi. Roditelji imaju aktivnu ulogu u waldorfskom odgoju. Udruge građana su i zaslužne za osnivanje waldorfskih škola.
Iako učenici imaju računarstvo kao redovan predmet, ne potiče se dodir s elektroničkim medijima, posebice ne s  televizijom. Djeca se najprije uče shvatiti način djelovanja stvari kojima se koriste. Upoznaju princip rada računala, kako bi se izbjegao moguć negativni ili nepoznati utjecaj tehnologije na čovjeka.

## Povijest
Prva waldorfska škola otvorena je 1919. u Stuttgartu.
Steiner je u razdoblju nakon Prvog svjetskog rata, održao niz javnih predavanja o potrebi drugačijeg ustroja društva,  u sklopu čega je naveo potrebu sveobuhvatne obrazovne ustanove. Idućeg dana radnici tvornice cigareta Waldorf-Astoria, pristupili su Herbertu Hanu, Steinerovom bliskom suradniku, sa željom da njihova djeca pohađaju takvu školu. Vlasnik i upravitelj tvornice Emil Molt, neovisno o ovom zahtjevu,  upravi tvornice je najavio odluku za osnivanje ovakve škole za svoje radnike. Zamolio je Steinera da bude pedagoški savjetnik u toj školi. Nakon toga Molt, Steiner i Karl Stockmeyer razgovarali su s ministarstvom obrazovanja o zakonskom odobrenju ovakve samostalne ustanove. Ova škola je za početak uzimala djecu radnika a kasnije i svu ostalu djecu. Nakon toga otvorene su mnoge škole diljem svijeta, najviše u Europi. Steiner je prilikom utemeljivanja škole ustrajao na tome da ona mora biti otvorena za svu djecu, da nastavnici imaju puni nadzor nad odgojnim metodama, te da su u najmanjoj mogućoj mjeri ovisni o utjecaju države i raznih tvrtki.
Ime ove metode i potječe iz naziva tvornice Waldorf, a ovaj skraćeni izraz često se kolokvijalno koristi za naziv ovog obrazovanja.

## Waldorfske ustanove u svijetu
Danas u svijetu postoje 1092 waldorfske škole, 1857 waldorfskih vrtića.

## Waldorfske ustanove u Hrvatskoj
U Hrvatskoj djeluju tri waldorfske škole, u Rijeci, Zagrebu i Osijeku, te osam vrtića, u Zagrebu, Rijeci i Splitu te više waldorfskih grupa u javnim vrtićima i waldorfskih obrta za čuvanje djece (Osijek, Samobor, Čakovec).

## Zamjerke waldorfskoj pedagogiji
Ovoj metodi se zamjera da otuđuje djecu od svijeta.
Josip Blažević u 476 broju Veritasa od 2004., tvrdi da „Katolička djeca ne mogu pohađati waldorfsku školu zbog promicanja Steinerovog svjetonazora, koji nije u skladu s onim u Katoličkoj crkvi.“

## Vanjske poveznice
- Likovna kultura.hr  Arhivirana inačica izvorne stranice od 25. veljače 2010. (Wayback Machine)
- Stranica waldorfske škole u Zagrebu
- Stranica osnovne waldorfske škole u Rijeci
- Stranica waldorfskog vrtića u Rijeci  Arhivirana inačica izvorne stranice od 31. listopada 2010. (Wayback Machine)